# Чёрный монах (фильм)
«Чёрный монах» — советский художественный кинофильм Ивана Дыховичного, поставленный в 1988 году на киностудии «Мосфильм» по мотивам одноимённой повести Антона Павловича Чехова. Первая полнометражная работа Ивана Дыховичного в качестве режиссёра.

## Сюжет
Молодой доктор философских наук Андрей Васильевич Коврин по приглашению своего бывшего опекуна, помещика Егора Семёновича Песоцкого, приезжает к нему в гости на лето для укрепления своего душевного здоровья. Егор Семёнович славится в округе как известный садовод-любитель. На территории его имения растут десятки ценнейших сортов вишен, груш и яблонь, в которые хозяин вложил все свои средства и силы. В доме помещика Коврин встречает дочь Егора Семёновича Таню. За пять лет с момента последнего посещения Ковриным имения Песоцких Татьяна превратилась в красавицу. Коврин увлекается девушкой и делает ей предложение. Начинается подготовка к свадьбе, которой очень способствует Егор Песоцкий. Хозяин имения видит в своём воспитаннике достойного наследника и продолжателя садоводческого хозяйства. Однажды, гуляя в саду, Коврин видит возникающего из вихря чёрного монаха, легенду о котором Коврин когда-то не то слышал, не то читал. Спустя некоторое время чёрный монах вновь посещает профессора. Коврин пытается постичь его природу, полагая, что это всего лишь его воображение. Монах всё чаще является молодому человеку, убеждая его в гениальных способностях и отличии от других людей. Андрей сильно польщён этим, к нему возвращается бодрость духа и весёлость на радость семье Песоцких. Однажды поздним вечером Таня застаёт своего будущего супруга разговаривающим с пустым креслом. Девушка шокирована увиденным. Она убеждает Коврина, что он психически болен и ему надо лечиться ради их общего благополучия. Начинается долгий курс лечения, который выражен в частых пеших прогулках на природе, каждодневном приёме стакана молока строго по часам и контролем за каждым шагом Андрея со стороны Егора Семёновича, Тани и слуг. Жизнь в доме своего наставника начинает казаться Коврину безынтересной, он скучает по долгим беседам с чёрным монахом. Он всячески упрекает отца и дочь Песоцких, в особенности Татьяну, что его величие перед другими людьми исчезло навсегда в связи с лечением. Он расстаётся с Таней Песоцкой и уезжает из имения навсегда.
Проходит несколько лет, Андрей Коврин серьёзно болен чахоткой и живёт в Крыму с другой женщиной, которая старше его на два года. Однажды Коврин получает письмо от Тани Песоцкой, где она сообщает ему о смерти своего отца, новых хозяевах их родового имения и упадке большого фруктового сада, которым Песоцкие очень дорожили, и обвиняет в этом Андрея, желая ему скорой гибели. Беспокойное чувство неожиданно охватывает Коврина, у него обостряется сильный кашель вместе с психическим припадком. Со стороны горизонта Чёрного моря прилетает его давний знакомый чёрный монах. Коврин умирает в страшных муках. Перед смертью ему видится, что он вернулся в имение Песоцких, спасаясь от страшного огромного смерча, который идёт за ним по пятам. Перед усадебным домом он падает бездыханный, смерч накрывает его и всю усадьбу.

## В главных ролях
- Татьяна Друбич — Татьяна Егоровна Песоцкая, знакомая и невеста Коврина. Дочь Егора Семёновича (озвучивает Марина Неёлова)
- Станислав Любшин — Андрей Васильевич Коврин, магистр философии. Друг семьи Песоцких
- Пётр Фоменко — Егор Семёнович Песоцкий, известный садовод, бывший опекун и воспитатель Коврина. Отец Тани

## В ролях
- Любовь Селютина — Варвара Николаевна, супруга Коврина
- Виктор Штенберг — доктор, лечащий Коврина от нервного расстройства

## Съёмочная группа
- Авторы сценария — Иван Дыховичный, Сергей Соловьёв по мотивам одноимённой повести А. П. Чехова
- Режиссёр-постановщик — Иван Дыховичный
- Оператор-постановщик — Вадим Юсов
- Художник-постановщик — Людмила Кусакова
- Композитор — Теймураз Бакурадзе
- Звукооператор — Александр Нехорошев
- Директор картины — Николай Гаро

## Музыкальное сопровождение фильма
- Людвиг Ван Бетховен
- Густав Малер

## Оценки и критика
Кинокритик Нина Агишева:
...Чехова, чтобы он зазвучал в полный голос, со всеми своими знаменитыми подтекстами и внутренними движениями, необходимо уметь ставить, находить единственно возможную для каждого отдельного сюжета образность, эстетику.
Дыховичный, как мне представляется, такую эстетику в своем фильме нашел - с помощью мастерской работы оператора В. Юсова (чего стоит один только эффект меняющейся внутри кадра панорамы природы в сценах "встречи" Коврина с монахом, передающий и ирреальность происходящего, и содержащееся в нем предвестие беды), с помощью богатой и продуманной музыкальной партитуры, дающей столь необходимый для любой экранизации культурный контекст, некую духовную канву времени.
Литературный критик Борис Рунин:
Так или иначе, авторы фильма воздействуют на мои эмоции умело, изобретательно и настойчиво. Особенно удался изобразительный ряд - у оператора В. Юсова что ни кадр, то самостоятельное произведение искусства.
С первой же панорамы - спуска к водоему - зритель погружается в особую эстетическую среду, где образы помещичьего дома и прилегающего к нему яблоневого сада значат не меньше, а может быть, даже больше, чем образы Коврина и Тани, чьи прекрасные лица в свою очередь буквально завораживают изначально запечатленной на них обреченностью. Наверно, эта пара могла бы еще многое рассказать о себе и о своем времени, если бы...
В том-то и печаль, что проникновенные картины природы, частые дожди и сумрачные рассветы, полные фактурных наблюдений интерьеры, роскошные натюрморты, многочисленные аксессуары интеллигентного дворянского быта, весь этот избыточный, перегруженный многозначительными подробностями антураж оттеснил и фабулу, и смысл рассказываемой истории.

## Награды и номинации
- 1988 год:
  - Премия им. Жоржа Садуля Фонда культуры Франции за лучший фильм-дебют года (Иван Дыховичный)
  - 45-й Венецианский кинофестиваль  — «Золотая Озелла» за лучшую работу оператора (Вадим Юсов)
- 1989 год: 
  - Премия «Ника» — номинация на премию за лучшую операторскую работу (Вадим Юсов)